# Самарджиева къща
Самарджиевата къща е възрожденска къща, паметник на културата в град Якоруда, представител на разложко-чепинската къща.
Къщата е построена в 1894 година на малък площад в града по поръчка на богат якорудчанин от майстори от Елешница. Къщата е на два етажа с междинно ниво. Приземният етаж е висок покрит двор, отворен на юг. В североизточния му край на междинно ниво има малка стая, а под нея изба. На втория етаж на къщата са жилищните помещения, а южната му част е голям чардак. На север има две стаи с огнища (къщи), водник (водая), месилник и боария.
Външните стени на запад, север и изток са каменни, а останалите са с дървен скелет с пълнеж. Разделителните стени са отбелязани отвън с пиластри с база и капител, а междуетажната и таванската конструкция са отбелязани с тънки корнизи. Над прозорците има полукръгли архиволти, очертани с тухли, разположени на ребро. В люнетите на прозорците има стенописи с растителни орнаменти. От север има широк мазан корниз. На запад корнизът продължава значително по-малък и оформя фронтона. На юг и изток има широка дървена стряха.
През годините е премахнат кьошкът от чардака и е изградена нова стая в югоизточния му ъгъл.